# Автоматичне регулювання процесу дроблення
Автоматичне регулювання процесу дроблення.
Через неможливість у сучасних дробарках оперативно змінювати величини розвантажувальної щілини, автоматичне регулювання процесу зводиться в основному до стабілізації навантаження на дробарку.
Автоматичне регулювання продуктивності дробарки можна реалізувати шляхом стабілізації кількості руди, що подається, ступеня завантаження дробарки матеріалом, струму або потужності, споживаної електродвигуном дробарки, і питомої витрати електроенергії.
На рис. 1 наведено два варіанти схем автоматизації конусної дробарки. Технологічні схеми варіантів відрізняються тільки наявністю операції грохочення (3) в схемі «а».
Перша схема реалізовує автоматичну стабілізацію навантаження на дробарку, використовуючи як сигнал відхилення споживану двигуном потужність.
Система включає первинний перетворювач споживаної потужності (2-1), типовий набір елементів САР (вторинний прилад, регулятор із задатчиком і станцію управління). Як привод пластинчатого живильника прийнятий асинхронний електродвигун (2-5) з тиристорним управлінням, що дозволяє плавно змінювати продуктивність живильника.
Основним недоліком даної схеми автоматизації є залежність споживаної двигуном потужності від властивостей руди (твердість, крупність, вологість). Оскільки САР розраховується для умови дроблення руди з середніми механічними властивостями, не виключається можливість переповнення завантажувальної частини дробарки при надходженні більш м'якої або дрібної руди.
Потрібно звернути увагу, що наявність грохота між об'єктом регулювання (дробарка) і регулюючим органом (живильник) значно ускладнює роботу САР, оскільки в об'єкт вводиться транспортне запізнення.
Вказані недоліки відсутні в схемі автоматизації, що показана на рис. 1, б. Вхідним сигналом у даній схемі прийнято відхилення питомої витрати електроенергії. Сигнал, пропорційний питомій витраті енергії, визначається шляхом ділення в блоку (2-3) сигналу від перетворювача потужності (2-1) на сигнал від системи вимірювання ваги (2-2). При надмірному заповненні дробарки матеріалом, внаслідок, наприклад, зниження його міцності, на регулятор (2-4) надходить інформація від датчика рівня (2-5), що забороняє подальше збільшення навантаження на дробарку.
У обох схемах автоматизації передбачено контроль верхнього і нижнього рівнів у бункерах вихідного матеріалу (системи 1).
На практиці частіше реалізовується принцип стабілізації потоку і запасу матеріалу для процесів крупного, середнього і дрібного дроблення шляхом управління потоково-транспортною системою (ПТС) цехів і заповненням дробарок і грохотів рудою. Управління ПТС забезпечує стабільність потоку руди по технологічній схемі, включаючи ланки: бункери, конвеєри, грохоти, дробарки, живильники, перевантажувальні вузли.
Для автоматизації заповнення бункерів можна рекомендувати апаратуру автоматичного управління завантаженням бункера, що включає пристрій дистанційної передачі інформації і апаратуру автоматизації завантаження бункера, що випускається Луганським заводом «Вуглеприлад». Апаратура управляє пересуванням завантажувального механізму над бункером в автоматичному, дистанційному і місцевому режимах за допомогою логічних схем, наприклад, на базі безконтактних елементів («Оператор»).
В Україні експлуатуються різні типові системи дистанційного управління, які дозволяють здійснювати запуск і зупинку будь-якої складності потоково-транспортних систем.